# Ivanjski Bok
Ivanjski Bok falu Horvátországban, Sziszek-Monoszló megyében. Közigazgatásilag Sunjához tartozik.

## Fekvése
Sziszek városától légvonalban 33, közúton 52 km-re délkeletre, községközpontjától  légvonalban 14, közúton 23 km-re keletre, a Szávamentén, a Száva régi medrének, ma már holtágának partján fekszik. Házai többnyire a holtág medrét követve menő főutca mentén sorakoznak.

## Története
A falu csak a 18. század végén keletkezett, 1773-ban az első katonai felmérés térképén még nem szerepel. A településnek 1857-ben 345, 1910-ben 544 lakosa volt. Zágráb vármegye Kosztajnicai járásához tartozott. 1918-ban az új szerb-horvát-szlovén állam, majd később Jugoszlávia része lett. A II. világháború idején a Független Horvát Állam része volt. A háború során az usztasa erők 100 szerb nemzetiségű helyi lakost hurcoltak el és gyilkoltak meg, részben a jasenovaci koncentrációs táborban. A háború után enyhült a szegénység és sok ember talált munkát a közeli városokban. A délszláv háború előtt a falu csaknem teljes lakossága szerb nemzetiségű volt. 1991. június 25-én a független Horvátország része lett. A délszláv háború idején szerb lakossága a JNA erőihez csatlakozott. Északi határa egyben a Krajinai Szerb Köztársaság határa is volt. A falut 1995. augusztus 5-én a Vihar hadművelettel foglalta vissza a horvát hadsereg. A szerb lakosság nagy része elmenekült. A településnek 2011-ben 35 lakosa volt.

## Népesség
| Lakosság változása | Lakosság változása | Lakosság változása | Lakosság változása | Lakosság változása | Lakosság változása | Lakosság változása | Lakosság változása | Lakosság változása | Lakosság változása | Lakosság változása | Lakosság változása | Lakosság változása | Lakosság változása | Lakosság változása | Lakosság változása |
| ------------------ | ------------------ | ------------------ | ------------------ | ------------------ | ------------------ | ------------------ | ------------------ | ------------------ | ------------------ | ------------------ | ------------------ | ------------------ | ------------------ | ------------------ | ------------------ |
| 1857               | 1869               | 1880               | 1890               | 1900               | 1910               | 1921               | 1931               | 1948               | 1953               | 1961               | 1971               | 1981               | 1991               | 2001               | 2011               |
| 345                | 429                | 425                | 483                | 577                | 544                | 648                | 514                | 340                | 328                | 303                | 250                | 181                | 147                | 51                 | 35                 |